# FC Pesch
Der FC Pesch ist ein Fußballverein aus Köln. Die Mannschaft spielte in der Saison 2017/18, von 2019 bis 2023 und ab 2024 in der Mittelrheinliga.

## Geschichte
Der Verein wurde 1956 gegründet und spielte lange Zeit Fußball in niedrigeren Klassen. Im Jahr 2004 gelang als Meister der Kreisliga A der Aufstieg in die Bezirksliga, 2006 folgte die nächste Meisterschaft und der Aufstieg in die Landesliga Mittelrhein. Nach einem Abstieg 2008 kehrte der FC Pesch zwei Jahre später in die Landesliga zurück. Im Jahre 2017 wurde die Saison in der Landesliga Mittelrhein als Tabellenzweiter abgeschlossen, sodass der Verein erstmals in seiner Geschichte in die Oberliga aufstieg und in der Saison 2017/18 in der Mittelrheinliga antrat. Als Tabellenletzter musste die Mannschaft direkt wieder absteigen, schaffte aber 2019 den erneuten Aufstieg in die Mittelrheinliga. Dieses Mal konnte sich der Verein vier Jahre in der Liga halten, bevor es in die Landesliga zurückging. In der Saison 2023/24 stieg man erneut in die Mittelrheinliga auf.

## Erfolge
- Meister der Landesliga Mittelrhein: 1991, 2019, 2024

## Persönlichkeiten
- Kaan Akca
- Kai Burger
- Nermin Čeliković
- Thomas Huschbeck
- Jürgen Jendrossek
- Marc Lamti
- Wolfgang Rausch
- Karl-Heinz Scholl